# Conjectura lui Euler
În matematică, conjectura lui Euler este o presupunere din partea lui Euler, dovedită falsă, privind marea teoremă a lui Fermat.
Marele matematician a formulat-o în 1769, susținând că pentru orice număr natural n nenul, suma puterilor de exponent n+1 a oricăror n numere naturale nu poate fi un număr natural la puterea n+1.
Acest enunț poate fi scris formal:
{\displaystyle \forall n>2,\forall (a_{1},\dots ,a_{n-1})\in (\mathbb {N} ^{*})^{n-1},\forall m>1,\sum _{k=1}^{n-1}{a_{k}}^{n}\neq m^{n}}.

## Contraexemple
În 1966, Lander și Parkin au descoperit un contraexemplu care să infirme conjectura pentru n=5:
{\displaystyle 27^{5}+84^{5}+110^{5}+133^{5}=144^{5}}.
În 1988, matematicianul american Noam Elkies oferă un alt contraexemplu:
{\displaystyle 2682440^{4}+15365639^{4}+18796760^{4}=20615673^{4}}.